# Glaucidium sjostedti
Glaucidium sjostedti е вид птица от семейство Совови (Strigidae).

## Разпространение
Видът е разпространен в Габон, Екваториална Гвинея, Камерун, Демократична република Конго, Нигерия и Централноафриканската република.